# Bob Gibbs
Robert Brian "Bob" Gibbs, född 14 juni 1954 i Peru i Indiana, är en amerikansk republikansk politiker. Han är ledamot av USA:s representanthus sedan 2011.
Gibbs utexaminerades 1974 från Ohio State University och var sedan verksam som tekniker, jordbrukare och affärsman.
Gift med Jody Cox 1977. De har tre barn.